# قطعنامه مونته‌ویدئو
قطعنامه مونته‌ویدئو اشاره به قطعنامه ای دارد که در سال ۱۹۵۴ در کنفرانس عمومی یونسکو در مونته ویدئو اروگوئه به تصویب رسید. این قطعنامه در حمایت از زبان فراساخته و منطقی یا علمیِ اسپرانتو به عنوان یک زبان بین‌المللی جایگزین مطرح شده است و به مدیر کل یونسکو نیز پیشنهاد اِعمالِ یک تحول در استفاده از چنین زبانی را می‌دهد. پس از بازدید مدیر کل یونسکو از کنگره جهانی اسپرانتو در ایسلند به سال ۱۹۸۵، یونسکو قطعنامه الحاقی دیگری را مصوب کرد که بر طبق آن کلیه کشورهای تحت عضو تشویق به آموزش اسپرانتو می‌شوند. این قطعنامه در پی تلاش‌های گسترده اسپرانتیست کروات ایوو لاپنا به ثمر نشست.
متن کامل این قطعنامه و قطعنامهٔ جدیدتری که یونسکو دربارهٔ زبان بین‌المللی اسپرانتو تصویب کرده است در قطعنامه‌های یونسکو درباره زبان اسپرانتو آمده است.